# ¿Dónde te has ido amor?
«¿Where did the feeling go?» en español  «¿Dónde te has ido amor?» es una canción escrita por Norman Saleet y la primera cantada por Russell Hitchcock de la banda Air Supply). Selena grabó la canción en 1991. La canción ha sido grabada en Inglés, Español y Tagalo como un homenaje.

## Versiones de la canción
- Selena grabó la canción en 1991, y la interpretó en el "Tejano Music Awards" y en un concierto de San Antonio, Texas el mismo año.
- Popular estrella de Filipinas, César Montaño, grabó la canción como un homenaje a Selena.

- Datos: Q3297879